# هیو هادسن
هیو هادسن (انگلیسی: Hugh Hudson؛ زادهٔ ۲۵ اوت ۱۹۳۶ – درگذشتهٔ ۱۰ فوریهٔ ۲۰۲۳) کارگردان اهل انگلستان بود.
از آثار او می‌توان به فیلم‌های ارابه‌های آتش (۱۹۸۱)، انقلاب (۱۹۸۵) و لومیر و شرکا (۱۹۹۵) اشاره کرد.

## فیلم‌شناسی
| سال  | نام                                   | کارگردان | نویسنده             | تهیه‌کننده | توضیحات                |
| ---- | ------------------------------------- | -------- | ------------------- | --------- | ---------------------- |
| ۱۹۸۱ | Fangio: Una vita a 300 all'ora        | آری      | نه                  | اجرایی    | فیلم مستند             |
| ۱۹۸۱ | ارابه‌های آتش                          | آری      | نه                  | نه        |                        |
| ۱۹۸۴ | گری‌ستوک: افسانه تارزان، ارباب گوریل‌ها | آری      | نه                  | آری       |                        |
| ۱۹۸۵ | انقلاب                                | آری      | نه                  | نه        |                        |
| ۱۹۸۹ | Lost Angels                           | آری      | نه                  | نه        |                        |
| ۱۹۹۵ | لومیر و شرکا                          | بخشی     | نه                  | نه        | فیلم مستند             |
| ۱۹۹۹ | My Life So Far                        | آری      | نه                  | نه        |                        |
| ۲۰۰۰ | خواب آفریقا رو دیدم                   | آری      | نه                  | نه        |                        |
| ۲۰۱۲ | Rupture: Living With My Broken Brain  | آری      | نه                  | آری       | فیلم مستند             |
| ۲۰۱۴ | خورشید نیمه‌شب                         | نه       | در عنوان‌بندی نیامده | نه        | Script revisions       |
| ۲۰۱۶ | آلتامیرا                              | آری      | نه                  | نه        |                        |
| ۲۰۲۲ | Tiger's Nest                          | نه       | آری                 | نه        | به‌همراه Rupert Thomson |